# Ателектаз легені
Ателекта́з (від грец. ατελης — незакінчений, неповний та грец. εχτασις — розтягнення) легені — патологічний стан, при якому внаслідок закриття просвіту бронхів та наступного розсмоктування повітря нижче від місця закриття відбувається спадання легеневої тканини, частіше частки або сегменту легені та її ущільнення.
Ателектаз може також розвинутися внаслідок стискання легеневої тканини ззовні масивним плевральним випотом. Причиною закупорки бронха можуть бути пухлини, стороннє тіло, збільшений лімфатичний вузол, а також в'язкий секрет бронхів при пневмоніях, бронхітах, бронхоектазах. Виникненню ателектазу іноді сприяє хірургічне втручання на органах черевної порожнини, що супроводжується порушенням вентиляції легень у зв'язку із загальним знеболюванням.

## Симптоми
Досить часто у хворих можуть бути прояви попереднього ураження легень. При гострому виникненні значного ателектазу хворі можуть відчувати біль у грудній клітці, посилення задишки; при обстеженні хворого відмічають ціаноз, невелике відставання при диханні ураженої половини грудної клітки, приглушення перкуторного звуку у відповідній ділянці легені, там же послаблення дихання та голосового дрижання. Можуть бути тахікардія, гіпотонія, при ускладненні ателектазу інфекцією — підвищення температури тіла. Однак часто при поступовому розвитку ателектазу та невеликих його розмірів клінічні симптоми можуть бути несильно виражені, та ателектаз діагностують рентгенологічно. При цьому прозорість ураженої ділянки легені зменшується, тінь її часто має трикутну форму з верхівкою, оберненою до кореня легені. При великому ателектазі може бути зміщення органів в уражену сторону. Своєрідною формою ателектазу є так званий синдром середньої частки, зумовлений обтурацією великого бронха збільшеним лімфатичним вузлом. Найчастіше цей лімфатичний вузол є проявом туберкульозу — туберкульоз внутрішньогрудних лімфатичних вузлів. Для уточнення причини іноді доводиться проводити томографію, бронхографію.

## Лікування
При ателектазі передбачають своєчасне застосування антибіотиків у зв'язку з частим приєднанням інфекції. Особливо важливою є профілактика ателектазу у хворих, що перенесли операцію: змушують хворого глибоко дихати, активно відкашлювати мокротиння, для чого призначають відхаркувальні та розріджувальні мокротиння засоби.
Велике значення у наданні невідкладної допомоги має своєчасна подача кисню великим потоком (не менше 10 л/хв). Завдяки цьому шляхом потрапляння великої кількості кисню, легені знов «роздуваються» та хворому стає краще.